# Солешть
Солешть, Солешті (рум. Solești) — село у повіті Васлуй в Румунії. Входить до складу комуни Солешть.
Село розташоване на відстані 290 км на північний схід від Бухареста, 14 км на північ від Васлуя, 46 км на південь від Ясс.

## Населення
За даними перепису населення 2002 року у селі проживали 1120 осіб, усі — румуни. Рідною мовою 1119 осіб (99,9%) назвали румунську.